# Snøhvit

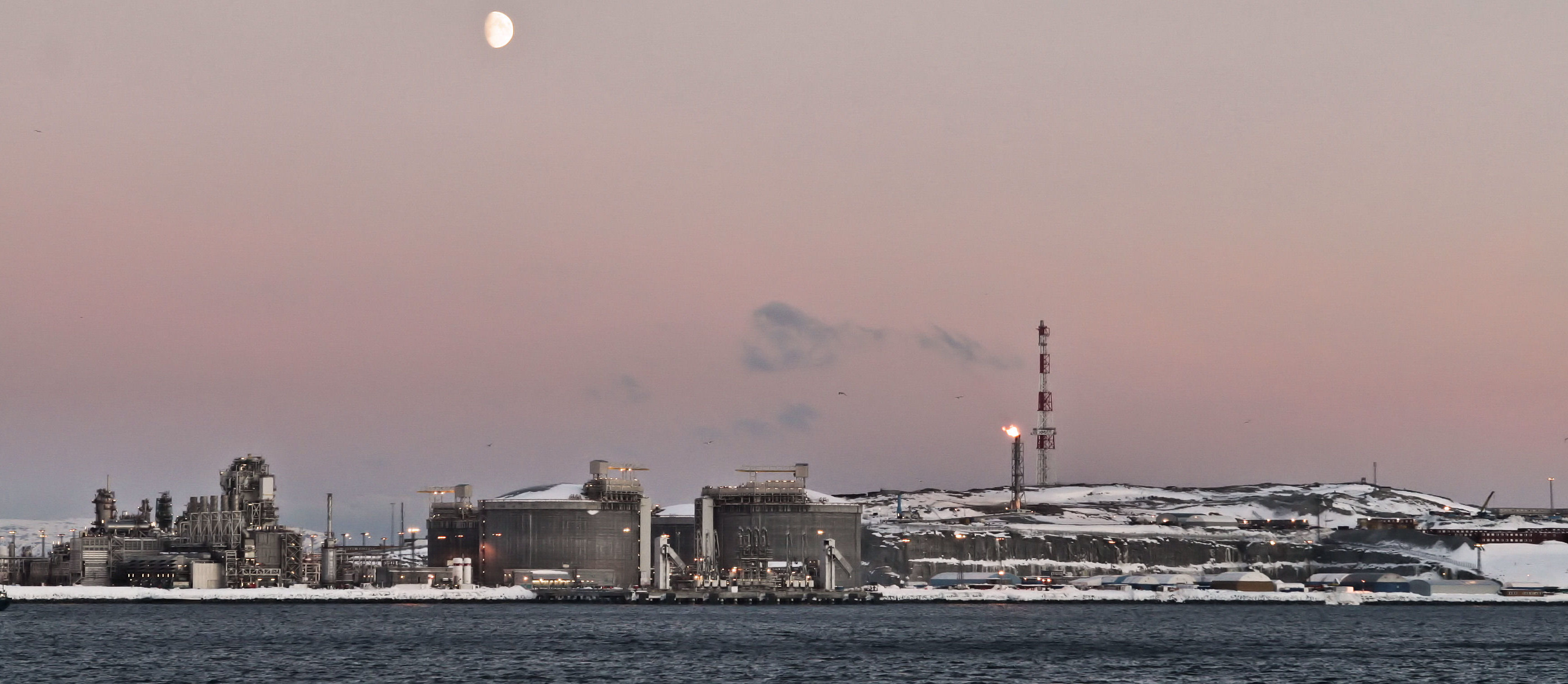
Gasterminalen vid Melkøya.

Snøhvit är ett naturgasfält på den del av den norska kontinentalsockeln som kallas Barents hav, med  själva fältet beläget i Norska havet. Fältet består av sju åtskiljda petroleumfyndigheter som exploateras med gemensam utbyggnad av infrastrukturen för produktion. Fyndigheterna namngavs Albatross, Askeladd och Snøhvit. Utöver naturgas kommer fältet att producera LNG (flytande naturgas) och naturgaskondensat. Oljefyndigheterna är för små för att utvinnas för närvarande. Fältet är det femte största gasfältet på den norska sockeln efter Troll, Ormen Lange, Åsgard och Ekofisk. Produktionen påbörjades 2007 och beräknas hålla på till 2035. Gasen förs iland genom rör till Melkøya utanför Hammerfest, processas och kyls ner till - 162 °C, vilket gör den flytande (LNG) innan den skeppas ut.

## Fakta om fältet
Investeringarna uppgick till 50 miljarder norska kronor. Stora förhoppningar väcktes både i norra Sverige och i finska Lappland om att fältet skulle ge många jobb. 15 000 personer registrerade sig genom den speciella webbplats som upprättades. Av dessa var det 5 000 svenskar och 4000 finnar. Den norska andelen av byggkontrakten blev emellertid bara 40 procent. Kylanläggningen byggdes av Dragados i Spanien och bogserades därifrån till Melkøya.
Fältet skiljer sig på flera punkter från andra norska olje- och gasfält:
- All utrustning i produktionsanläggningarna finns på havsbotten. Inga plattformar eller andra inrättningar finns på ytan. Detta gör det möjligt för fiskare att tråla i området.
- Gasen förs iland obehandlad genom en rörledning.
- Upplöst koldioxid i gasen separeras ut och förs tillbaka till fältet och därefter till en reservoar.
- Speciella fartyg med dubbla skrov och stora kylanläggningar har utvecklats och byggts för transport av gasen från Melkøya ut till marknaden.

### Ägare
- Equinor, som även står för driften: 33,5%
- Petoro: 30,0%
- Total: 18,4%
- Gaz de France: 12,0%
- Ameranda: 3,3%
- RWE-Dea: 2,8%

## Historia
Fältet upptäcktes 1981 och Stortinget godkände utbyggnaden 2002. Beslutet föregicks av en stor politisk debatt. Det berodde dels på att LNG-fabriken drivs av ett gaskraftverk med ett årligt utsläpp av 920 000 ton koldioxid , dels på att det var den första utbyggnaden i Barents hav.
I samband med byggandet sommaren 2002 blev ett flertal aktivister från Natur og Ungdom arresterade efter att ha stoppat arbetet i tio dagar.
Den 21 augusti 2007 klockan 02.10 pumpades gas direkt från Snøhvit in i anläggningen på Melkøya. Ett tecken på produktion är den tända facklan. Höjden på gasflamman varierar beroende på trycket på den inkommande gasen. Som högst kommer den att vara 100 meter hög.